# AN/ASB-19
AN/ASB-19 ARBS（英語: Angle Rate Bombing System: 角速度爆撃システム）は、ヒューズ・エアクラフト社が開発した火器管制システム（FCS）。

## 概要
本機は、A-4攻撃機のように簡素なミッションシステムしか備えていない航空機において、大掛かりな火器管制システム（FCS）と同等の目視爆撃の照準機能を付与するために開発されたシステムである。本機のビデオカメラを用いると、10％のコントラストがある3メートル大の目標を距離15キロで捕捉可能とされている。また同じく距離15キロにおいて、目標から1キロの位置にあるレーザー目標指示装置が目標に対して照射しているレーザーの反射光を検知できるほか、システム自体もLST（laser spot tracker）レーザー目標指示装置を備えており、自らレーザー誘導を行うこともできる。これらの光学機器は、機体のローリングを補償するために450度まで回転することができ、また俯仰角+10/-70度、方位角37度までカバーできる。
これらの映像信号またはレーザー指示によって目標を捕捉すると、この目標点との角度と、大気データコンピュータから入力される機体の速度・高度から自動測距し、それに基づき選択された投下兵器の弾道計算結果から、適切な飛行コースをヘッドアップディスプレイ（HUD）に表示するとともに、適時に兵器を投弾する機能を備えている。これらの演算を行う爆撃計算機としてはCP-1278電子計算機（IBM System/4 Pi; System/360の派生型）が用いられた。
自ら電波を発することがないにもかかわらず、レーダーより精度が高い測距が可能となり、秘匿性とともに高い命中率を得た。また単なる爆撃照準器にとどまらず、空対空戦闘でも、空中目標を光学的に捕捉・追尾可能である。ただし視野が狭いため、肉眼で視認した目標をARBSの視野に捉えることに手間取ったほか、ズームアップにも限度があるため、中高度からでは目標の状態把握に困難が伴い、また可視光線を用いるために基本的には昼間のみの運用となるという制約があった。
ARBSは、アメリカ海兵隊向けのA-4Mで1977年生産分から導入された。また海兵隊においてA-4Mの後継となったAV-8Bにも搭載されており、1990年代にA-4Mが退役すると、それらに搭載されていたARBSは撤去されて、AV-8Bに流用された。

## 採用国と搭載機
アメリカ海兵隊
- A-4M
- AV-8B - AV-8B+ではAN/APG-65の搭載に伴い撤去

 イギリス空軍
- ハリアーGR.5/7/9

 イスラエル航空宇宙軍
- A-4N - 1982年より一部機体が後日装備[5]

 スペイン海軍
- EAV-8B